# Acanthochelys spixii
La tortuga canaleta oriental (Acanthochelys spixii), también llamada tortuga canaleta mesopotámica, es una especie de tortuga de la familia Chelidae.

## Distribución y hábitat
Esta especie se distribuye por el este de Sudamérica, en el este del Brasil en los estados de Goiás, Bahía, Minas Gerais, São Paulo, Paraná, Santa Catarina, y Río Grande do Sul; en el Uruguay en los departamentos de Rocha, Rivera y Tacuarembó; y en el nordeste de la Argentina en la provincia de Corrientes, estando introducida en el nordeste de la de Mendoza. Son erróneas las citas para las provincias de Formosa y Chaco. Habría registros también en el este de Bolivia. Tal vez también se encuentre en el este del Paraguay.
Prefiere las pequeñas lagunas de aguas someras y los bordes de las playas, rodeadas de pastizales. También frecuenta cuerpos de agua que bordean caminos.

## Características
Es una especie relacionada con Acanthochelys pallidipectoris. Su caparazón mide unos 17 cm.

## Taxonomía
Esta especie fue descrita originalmente en el año 1835 por los científicos franceses André Marie Constant Duméril y Gabriel Bibron.
Etimología
El nombre de la especie recuerda al zoólogo alemán Johann Baptist von Spix (1781-1826).
Publicaciones originales
- Merrem, 1820 : Versuch eines Systems der Amphibien. Tentamen Systematis Amphibiorum, Marburg.[8]
- Duméril et Bibron, 1835 : Erpétologie Générale ou Histoire Naturelle Complète des Reptiles, vol. 2. Librairie Encyclopédique de Roret, Paris, pág. 1-680.[9]
- Spix, 1824 : Animalia nova; sive, Species novae Testudinum et Ranarum, quas in itinere per Brasiliam annis 1817-20 collegit et descripsit. F.S. Hübschmann, München, pág. 1-53.[10]

## Conservación
Según la Lista Roja de la UICN esta tortuga se encuentra «casi amenazada». En la Argentina, es algo común en la provincia de Corrientes, aunque en ese país se la trata como una especie «en peligro».